# Pegasus laternarius
The brick seamoth, Pegasus laternarius, là một loài cá thuộc họ Pegasidae. Nó được tìm thấy ở Trung Quốc, Nhật Bản, Đài Loan, and Thái Lan.

## Hình ảnh

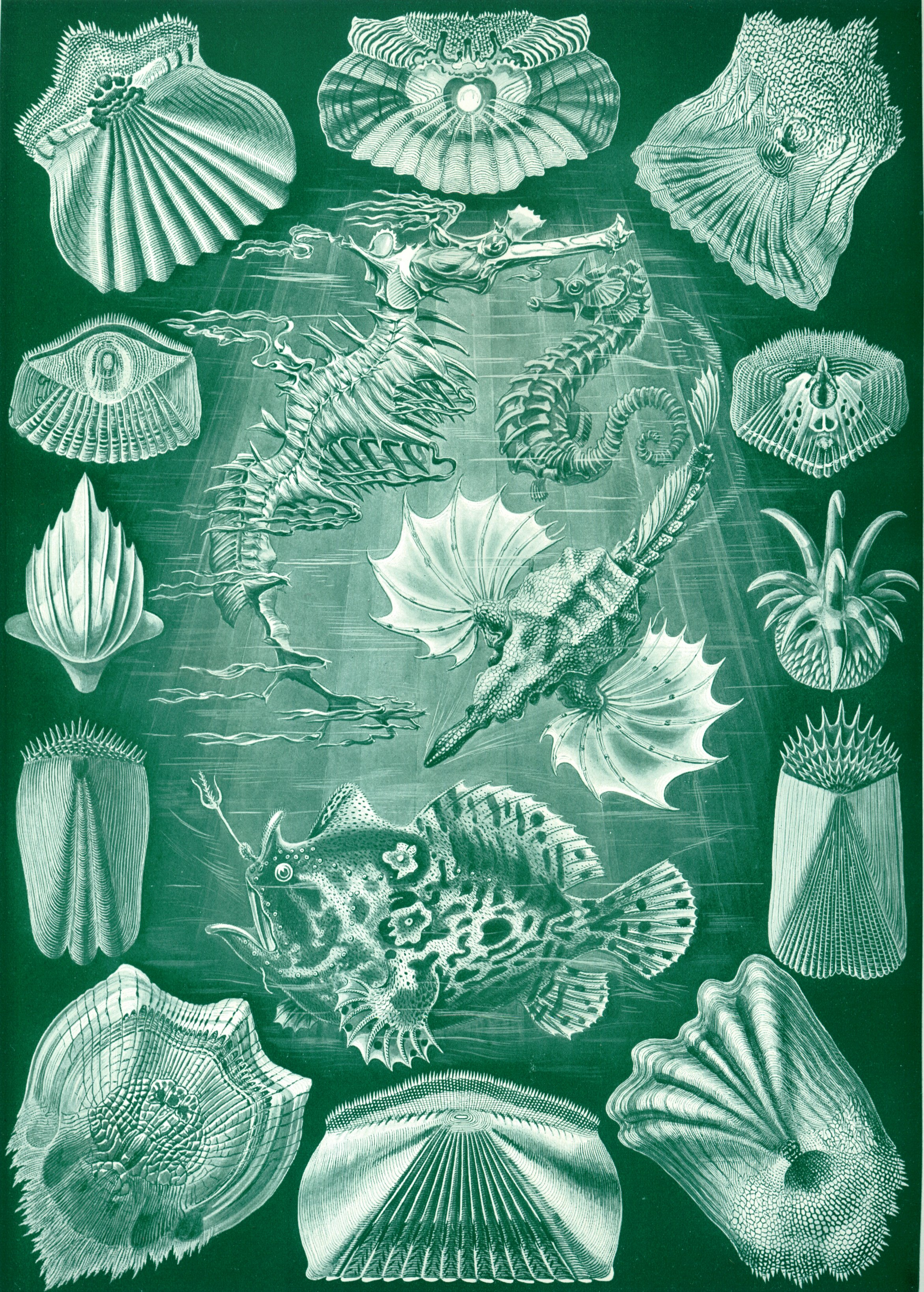